# Simfonia nr. 2 (Beethoven)

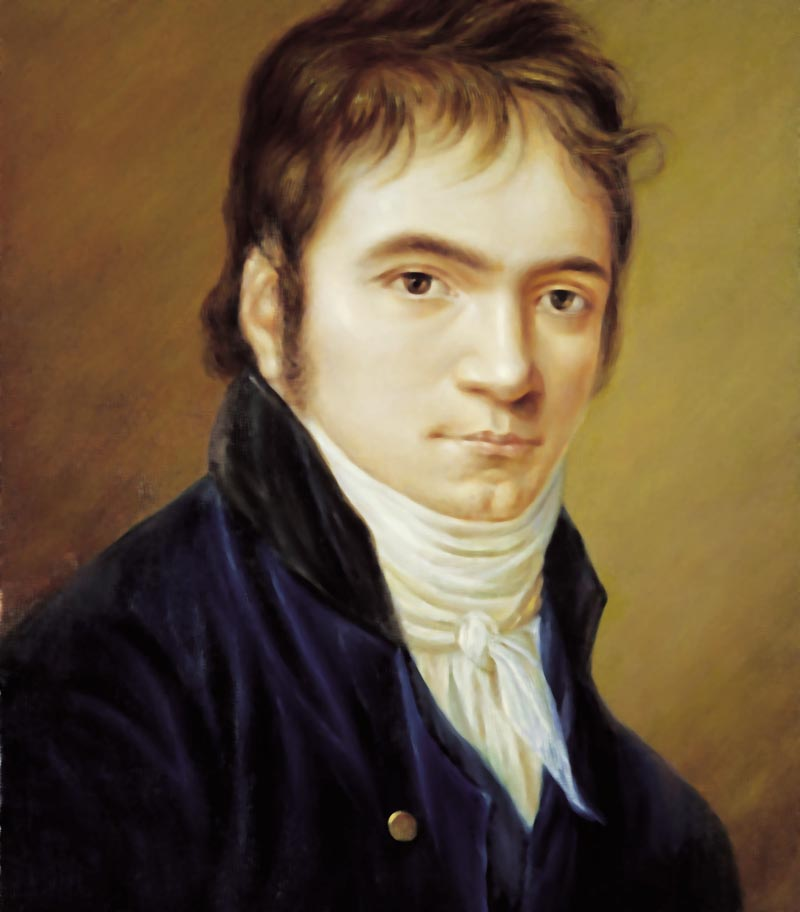
Beethoven în 1803, portret de Christian Horneman

Simfonia nr. 2 în Re major, Op. 36, a fost compusă de Ludwig van Beethoven între 1801 și 1802. Lucrarea îi este dedicată lui Karl Alois, Prinț de Lichnowsky.

## Origini
A doua simfonie a lui Beethoven a fost compusă în principal în timpul șederii sale în Heiligenstadt din 1802, perioadă în care surzenia sa a devenit tot mai evidentă și a început să realizeze că ar putea fi incurabilă. Lucrarea a avut premiera la Theater an der Wien din Viena pe 5 aprilie 1803, concert în care a avut loc și premiera celui de-al treilea concert pentru pian și a oratoriului Hristos pe Muntele Măslinilor. Este una din ultimele lucrări a așa numitei "perioade timpurii" a lui Beethoven.
Beethoven a compus a doua simfonie fără un menuet standard; în schimb, locul menuetului a fost luat de un scherzo, oferind piesei energii și posibilități mai mari. Scherzo-ul și finalul sunt pline de glume muzicale vulgare Beethoveniene, lucru care a șocat sensibilitățile criticilor contemporani. Un critic vienez de la publicația Zeitung fuer die elegante Welt ("Ziar pentru o lume elegantă") a scris că simfonia este "o zvârcolire hidoasă, ca un dragon rănit care refuză să moară dar se zvârcolește în agonia sa iar, în a patra parte, sângerează până la moarte".

## Instrumentație
Simfonia este orchestrată pentru două flauturi, două oboaie, două clarinete în La, doi fagoți, doi corni în Re și Mi, două trompete în Re, timpane și coarde. Beethoven a transpus întreaga simfonie pentru un trio de pian care poartă același număr opus.

## Structură
Simfonia este structurată în patru părți:
1. Adagio molto, 3/4 - Allegro con brio, 4/4
2. Larghetto, 3/8 în La major
3. Scherzo: Allegro, 3/4
4. Allegro molto, 2/4

O interpretare tipică durează între 33 și 36 de minute.